# Göta helikopterbataljon
Göta helikopterbataljon (3. hkpbat) var en helikopterbataljon inom svenska marinen som verkade i olika former åren 1998–2000. Förbandsledningen var baserad på Kallinge flygplats i Ronneby garnison.

## Historik
Inför försvarsbeslutet 1996 föreslog Försvarsmakten och regeringen att samla Försvarsmaktens helikopterresurser i ett nytt försvarsgemensamt förband, Försvarsmaktens helikopterflottilj. Vilket skulle underlätta ledning av större samlade insatser under kris och i krig, samt även typsamordning och samordning avseende beredskap och utbildning. I regeringens budgetproposition för statsbudget för år 1998 i utgiftsområde 6 fastställde riksdagen den nya organisationen för Helikopterflottiljen, vilken skulle organisera sin verksamheten i fyra delar med ledningen baserad i Linköping.
Den 31 december 1997 upphörde de ursprungliga helikopterförbanden som självständiga förband, då ledningsfunktionen över samtliga helikopterförband överfördes den 1 januari 1998 till Helikopterflottiljen. Helikopterflottiljen var i sin tur underställd chefen för marinledningen. Den 1 januari 1999 omorganiserades de ursprungliga helikopterförbanden till den nya förbandsstrukturen, där Göta helikopterbataljon var en av dem. Göta helikopterbataljon bestod av 12. helikopterdivisionen, 13. helikopterdivisionen och flygvapnets flygräddningsgrupper (FRÄD-grupp) vid Skaraborgs flygflottilj (F 7), Skånska flygflottiljen (F 10) och Blekinge flygflottilj (F 17).
Inför försvarsbeslutet 2000 föreslog regeringen att den framtida helikopterverksamheten skulle bestå av två större enheter och en mindre enhet för helikopterförbanden. De två större enheterna skulle vara fördelade på markoperativ inriktning och sjöoperativ inriktning. Medan den mindre enheten skulle ha subarktisk förmåga. Bakgrunden till regeringens förslag till att reducera antalet bataljoner, var den materielplan av omsättning av helikoptersystem. Där det 2002 planerades att påbörja en nyanskaffning av helikoptersystem, och successivt reducera de då till antalet 110 helikoptrarna till beräknat 65–70 helikoptrar. I fråga om lokalisering av de kvarvarande helikopterförbanden ansåg regeringen att det av kostnadsskäl vore olämpligt att flytta verksamhet till en plats som saknade infrastruktur. Vidare ansåg regeringen att den markoperativa helikopterverksamheten borde lokaliseras till en plats för att underlätta samverkan med mekaniserade förband, samt den då planerade luftburna bataljonen i Karlsborg. Den sjöoperativa enheten ansågs lokaliseras för att möjliggöra samverkan med den marina verksamheten, där Haninge/Berga ansågs utgöra en bättre ändamålsenlig lokalisering jämfört med Ronneby/Kallinge. Ett av huvudskälen till Haninge/Berga även var det centrala läget på Sveriges östkust med flest övningsområden. Därav föreslog regeringen att Norrlands helikopterbataljon och Göta helikopterbataljon skulle upplösas och avvecklas. Dock ansåg regeringen att den verksamhet som Göta helikopterbataljon hade på Säve skulle kvarstå fram till 2003. Det med anledning att man inte ville nyinvestera för omlokaliseringar av gamla helikopterbeståndet.
Den 30 juni 2000 avvecklades Göta helikopterbataljon, och övergick den 1 juli 2000 till en avvecklingsorganisation. Avvecklingsorganisationen skulle verka fram den 31 december 2001, men kom att upphöra redan den 30 juni 2001. Den verksamhet på Säve som skulle kvarstå i organisationen övergick den 1 juli 2000 till att verka som 5. helikopterskvadronen ingående i Svea helikopterbataljon (2. hkpbat).

## Verksamhet
Göta helikopterbataljon var en del av Helikopterflottiljen och lokaliserad till Säve depå, Ronneby flygplats och Såtenäs flygplats. Viss beredskap upprätthölls genom tillfälliga basering på Visby flygplats och Ängelholms flygplats. Bataljonens främsta uppgifter bestod i ubåtsjakt, ytmålsspaning, sjö- och flygräddning, personal-, sjuk- och materieltransporter inom huvudsakligen Södra militärområdet (Milo S), geografiskt motsvarade det Götaland, södra Östersjön, Västerhavet samt Gotland. Efter att Göta helikopterbataljon upplöstes och avvecklades, övertogs dess ansvarsområde av Svea helikopterbataljon (2. hkpbat).

## Förläggningar och flygplatser
Förbandsledningen för Göta helikopterbataljon var grupperad på Ronneby flygplats, där de bland annat var samlokaliserade med Blekinge flygflottilj. I övrigt övertogs de lokaler som 13. helikopterdivisionen tidigare verkat från. I Göteborg var bataljonen grupperad till det före detta flottiljområdet på Säve depå, och verkade från de lokaler som tidigare innehafts av 12. helikopterdivisionen. I Såtenäs, utanför Lidköping, var bataljonen samlokaliserade med Skaraborgs flygflottilj. I Visby respektive Ängelholm hade bataljonen ingen fast gruppering, utan verkade endast därifrån under viss beredskap.

## Heraldik och traditioner
I samband med att helikopterförbandet upplöstes och avvecklades, instiftades Göta helikopterbataljons minnesmedalj i silver (GötahkpbatMSM). Vid Säve depå finns en minnessten över 12. helikopterdivisionen samt det efterföljande förbandet Göta helikopterbataljon.

## Huvudtyper vid bataljonen
| Ronneby - 1998–2000: 7x Hkp 4 | Såtenäs - 1998–2000: 5x Hkp 6 - 1998–2000: 1x SH 89 | Säve - 1998–2000: 5x Hkp 10 |

## Förbandschefer
- 1998–2000: Överstelöjtnant Göran Hansson

## Namn, beteckning och förläggningsort
| Göta helikopterbataljon | 1998-01-01 | – | 2000-06-30 |
| Avvecklingsorganisation | 2000-07-01 | – | 2001-06-30 |

| 3. hkpbat | 1998-01-01 | – | 2000-06-30 |

| Kallinge flygplats (F)   | 1998-01-01 | – | 2000-06-30 |
| Säve depå (D)            | 1998-01-01 | – | 2000-06-30 |
| Såtenäs flygplats (D)    | 1998-01-01 | – | 2000-06-30 |
| Visby flygplats (B)      | 1998-01-01 | – | 2000-06-30 |
| Ängelholms flygplats (B) | 1998-01-01 | – | 2000-06-30 |

## Galleri

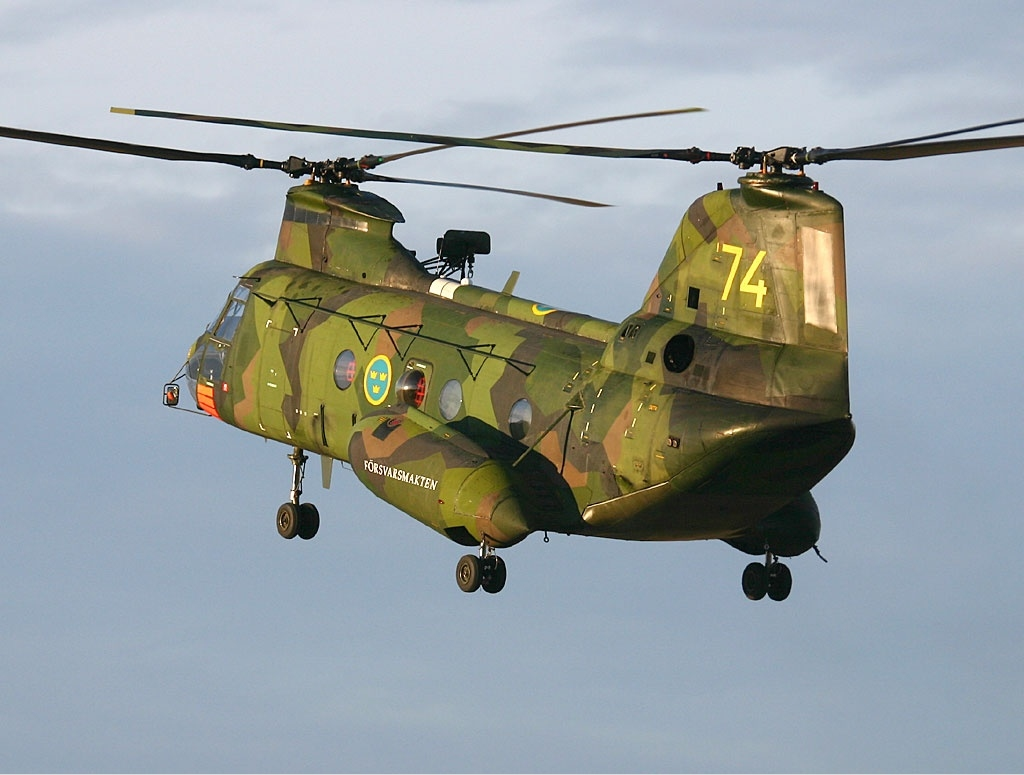
Helikopter 4
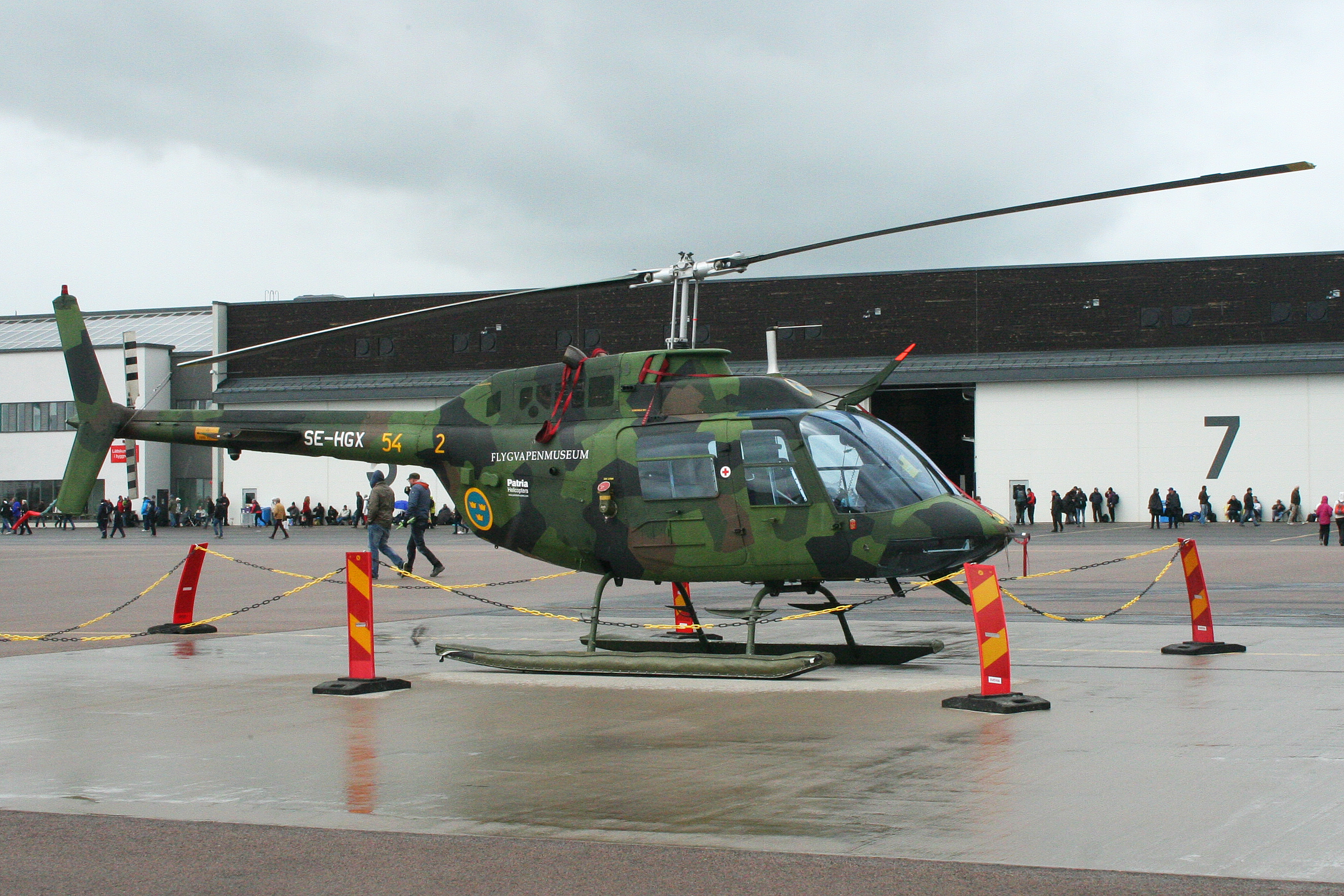
Helikopter 6
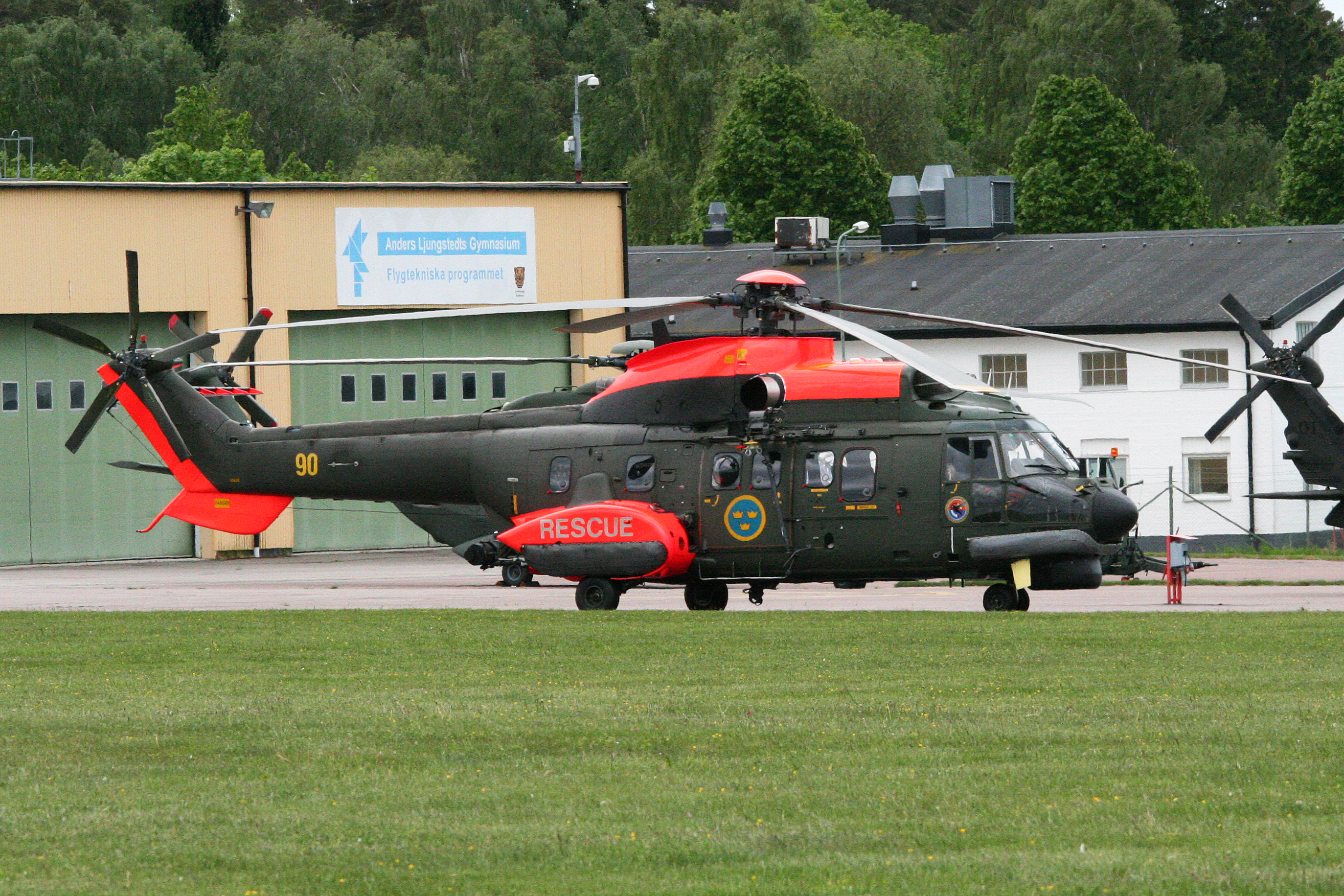
Helikopter 10
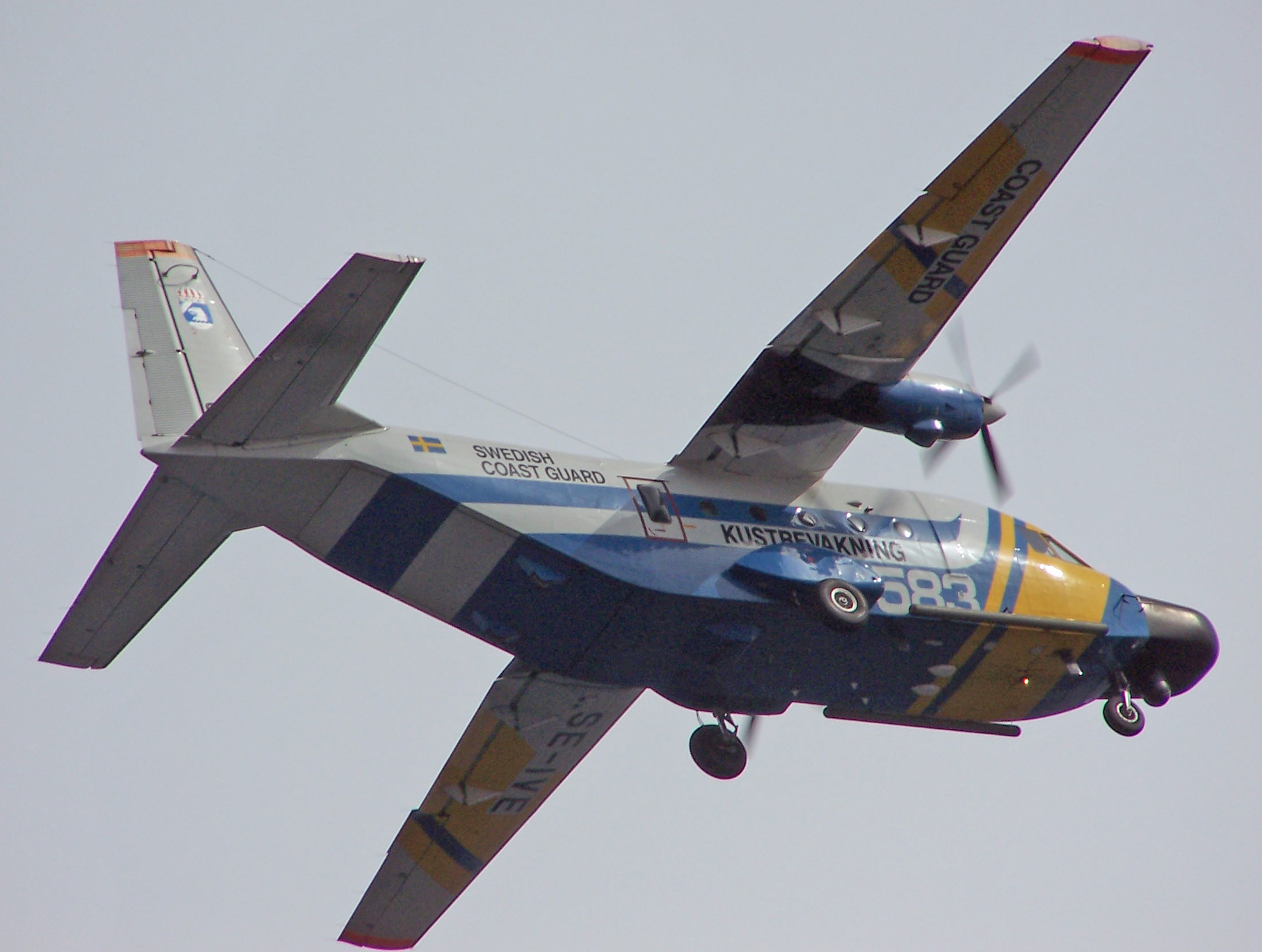
SH 89